# Duttaphrynus melanostictus
Duttaphrynus melanostictus és una especie de gripau de la família dels bufònids comuna en el sud d'Àsia. Va ser descrit amb el protònim Bufo menastictus per Johann Gottlob Schneider el 1799.

## Distribució
El sud-oest i el sud de la Xina (inclosos Hainan i Hong Kong) i Taiwan a tot el sud d'Àsia des (provisionalment) de Sri Lanka, les illes d'Andaman. (Índia), Maldives, i Malàisia, Sumatra, Java, Borneo i Sumba, fins a 2000 m en alguns llocs; introduït a Madagascar, Bali, Cèlebes, Ambon, Sumbawa i Manokwari i Nova Guinea (part nord-est de la península de Vogelkop). Veure comentari.